# Седка
Седка — река в России, протекает в Прилузском и Койгородском районах Республики Коми. Устье реки находится в 385 км по правому берегу реки Луза. Длина реки составляет 78 км.
Исток реки в таёжном массиве в Койгородском районе среди холмов Северных Увалов в 48 км к юго-востоку от села Объячево. Исток находится на глобальном водоразделе Волги и Северной Двины, рядом берёт начало река Бобровка. Река Седка в верхнем течении течёт на запад, в среднем и нижнем — на северо-запад, вскоре после истока перетекает в Прилузский район. Большая часть течения проходит по ненаселённому холмистому таёжному массиву, в среднем течении река протекает деревню Верхняя Седка. Впадает в Лузу чуть выше села Чёрныш. Ширина реки в нижнем течении около 20 метров, скорость течения — 0,5 м/с.

## Притоки
- 16 км: река Колью (лв)
- 43 км: река Айвож (лв)
- 59 км: река Коль (лв)
- река Сенюк (лв)
- река Бойринка (пр)

## Данные водного реестра
По данным государственного водного реестра России и геоинформационной системы водохозяйственного районирования территории РФ, подготовленной Федеральным агентством водных ресурсов:
- Бассейновый округ — Двинско-Печорский
- Речной бассейн — Северная Двина
- Речной подбассейн — Малая Северная Двина
- Водохозяйственный участок — Юг
- Код водного объекта — 03020100212103000012150